# 井上朋也
井上 朋也（いのうえ ともや、2003年1月28日 - ）は、大阪府四條畷市出身のプロ野球選手（内野手、外野手） 。右投右打。福岡ソフトバンクホークス所属。

## 経歴

### プロ入り前

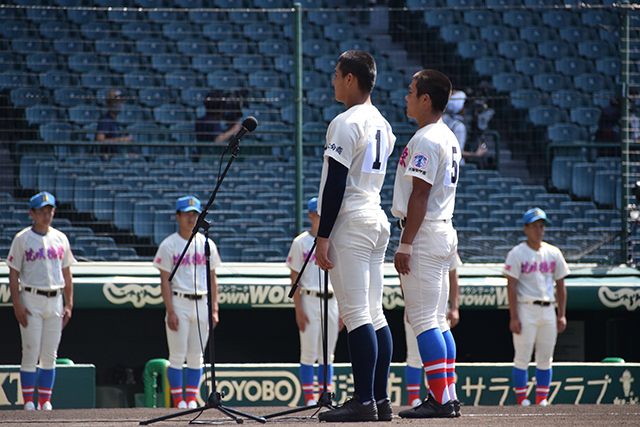
2020年甲子園高校野球交流試合で川瀬堅斗（左）と共に選手宣誓を行う

四條畷市立四條畷中学校在学中は硬式野球のクラブチームである生駒ボーイズでプレーした。3年生時には2017世界少年野球大会の日本代表に選出される。同大会には後に同期入団する桑原秀侍も選出されていた。
その後花咲徳栄高等学校に進学。1年春からベンチ入りして外野のレギュラーを掴み、同年夏の第100回全国高等学校野球選手権記念大会に出場。鳴門との1回戦では3安打2打点の活躍で、チームの逆転勝利に貢献した。2回戦では及川雅貴、万波中正擁する横浜と対戦。1安打を記録したが、チームは敗れた。1年秋からは中軸を任され、2年夏の第101回全国高等学校野球選手権大会に出場。初戦 (2回戦) で水上桂擁する明石商業と対戦。1安打を記録したが、チームは敗れ初戦敗退した。2年秋から4番打者を務め、関東大会でベスト8に進出。大会後に三塁手にコンバートされた。3年春の第92回選抜高等学校野球大会への出場が決まっていたが、新型コロナウイルスの世界的蔓延の影響で同大会と、同年の春、夏の公式戦のいずれもが中止となった。しかしながらその後、甲子園交流試合に出場し、大分商業の川瀬堅斗と共に選手宣誓を行った。大分商業との対戦では2四球を選ぶも無安打に終わったが、チームは勝利した。高校通算50本塁打。2学年上に野村佑希、1学年上に韮澤雄也がいた。
2020年9月4日にプロ志望届を提出。10月26日に行われたドラフト会議では、佐藤輝明の抽選を外した福岡ソフトバンクホークスから1位指名を受け、12月4日に契約金8000万円、年俸880万円（金額は推定）で契約合意に達し、12月10日に入団発表会見が行われた。背番号は43。

### ソフトバンク時代
2021年は一軍出場が無く、二軍戦では45試合に出場し、打率.246、3本塁打、11打点を記録。オフに、現状維持となる推定年俸880万円で契約を更改した。
2022年は、春季キャンプから初のA組に抜擢されるが、一軍出場にはならず。二軍では23試合に出場し、打率.255、1本塁打の成績を残していたが、腰痛を訴え4月29日の出場を最後に実戦から離れる。8月には椎間板ヘルニアの摘出術を受けて、その後はリハビリ生活でシーズンを終え、11月14日の契約更改では、回復状態である事を報告した。
2023年は9月6日にプロ初出場初スタメンを果たし、9月25日の千葉ロッテマリーンズ戦（ZOZOマリンスタジアム）で小島和哉からプロ初本塁打を放った。計15試合に出場した。10月16日のCS第3戦でも「8番・指名打者」でスタメン出場を果たした。
2024年はウエスタンで最多二塁打(23本)、最多犠飛(5本)を記録し、他にも打点、出塁率でそれぞれリーグ2位の52打点、.386を記録し、打率でリーグ3位の.2884の成績を残した。
2025年は6月18日までにウエスタン・リーグで49試合に出場し打率2割5分、2本塁打で、同月19日にシーズン初の1軍昇格を果たすも、同日以降セ・パ交流戦4試合で出場機会はなく、リーグ戦再開前の同月26日登録抹消となる。7月26日に登録された。8月7日のロッテ戦ではブライアン・サモンズから同点打を放ち2年ぶりの打点になった。

## 選手としての特徴・人物
走攻守に優れ、高校通算本塁打は50本、50メートル走は6秒1。
愛称は「ゴリ」で、ソフトバンクコーチの松山秀明が命名。

## 詳細情報

### 年度別打撃成績
| 年 度     | 球 団        | 試 合 | 打 席 | 打 数 | 得 点 | 安 打 | 二 塁 打 | 三 塁 打 | 本 塁 打 | 塁 打 | 打 点 | 盗 塁 | 盗 塁 死 | 犠 打 | 犠 飛 | 四 球 | 敬 遠 | 死 球 | 三 振 | 併 殺 打 | 打 率 | 出 塁 率 | 長 打 率 | O P S |
| --------- | ------------ | ----- | ----- | ----- | ----- | ----- | -------- | -------- | -------- | ----- | ----- | ----- | -------- | ----- | ----- | ----- | ----- | ----- | ----- | -------- | ----- | -------- | -------- | ----- |
| 2023      | ソフトバンク | 15    | 41    | 38    | 3     | 10    | 2        | 0        | 1        | 15    | 3     | 0     | 0        | 0     | 0     | 3     | 0     | 0     | 10    | 0        | .263  | .317     | .395     | .712  |
| 2024      | ソフトバンク | 5     | 10    | 10    | 0     | 0     | 0        | 0        | 0        | 0     | 0     | 0     | 0        | 0     | 0     | 0     | 0     | 0     | 5     | 0        | .000  | .000     | .000     | .000  |
| 通算：2年 | 通算：2年    | 20    | 51    | 48    | 3     | 10    | 2        | 0        | 1        | 15    | 3     | 0     | 0        | 0     | 0     | 3     | 0     | 0     | 15    | 0        | .208  | .255     | .313     | .567  |

- 2024年度シーズン終了時

### 年度別守備成績
| 年 度 | 球 団        | 一塁  | 一塁  | 一塁  | 一塁  | 一塁  | 一塁     | 三塁  | 三塁  | 三塁  | 三塁  | 三塁  | 三塁     |
| 年 度 | 球 団        | 試 合 | 刺 殺 | 補 殺 | 失 策 | 併 殺 | 守 備 率 | 試 合 | 刺 殺 | 補 殺 | 失 策 | 併 殺 | 守 備 率 |
| ----- | ------------ | ----- | ----- | ----- | ----- | ----- | -------- | ----- | ----- | ----- | ----- | ----- | -------- |
| 2023  | ソフトバンク | 3     | 13    | 1     | 0     | 2     | 1.000    | 12    | 7     | 10    | 0     | 0     | 1.000    |
| 2024  | ソフトバンク | 4     | 23    | 1     | 0     | 2     | 1.000    | -     | -     | -     | -     | -     | -        |
| 通算  | 通算         | 7     | 36    | 2     | 0     | 4     | 1.000    | 12    | 7     | 10    | 0     | 0     | 1.000    |

- 2024年度シーズン終了時

### 記録
初記録
- 初出場・初先発出場：2023年9月6日、対千葉ロッテマリーンズ21回戦（福岡PayPayドーム）、8番・一塁手で先発出場[24]
- 初打席：同上、2回裏に西野勇士から遊ゴロ[24]
- 初安打：同上、5回裏に西野勇士から中前安打[24]
- 初打点：2023年9月8日、対東北楽天ゴールデンイーグルス18回戦（福岡PayPayドーム）、4回裏に岸孝之から遊ゴロの間
- 初本塁打：2023年9月25日、対千葉ロッテマリーンズ25回戦（ZOZOマリンスタジアム）、5回表に小島和哉から左越ソロ[25]

### 背番号
- 43（2021年 - ）

### 登場曲
- 「ファイト!」中島みゆき（2021年 - ）
- 「Believer」Imagine Dragons（2021年）
- 「Bad Blood ft. Kendrick Lamar」 Taylor Swift（2022年）
- 「believe」 シェネル（2023年 - ）